# Félix Castello

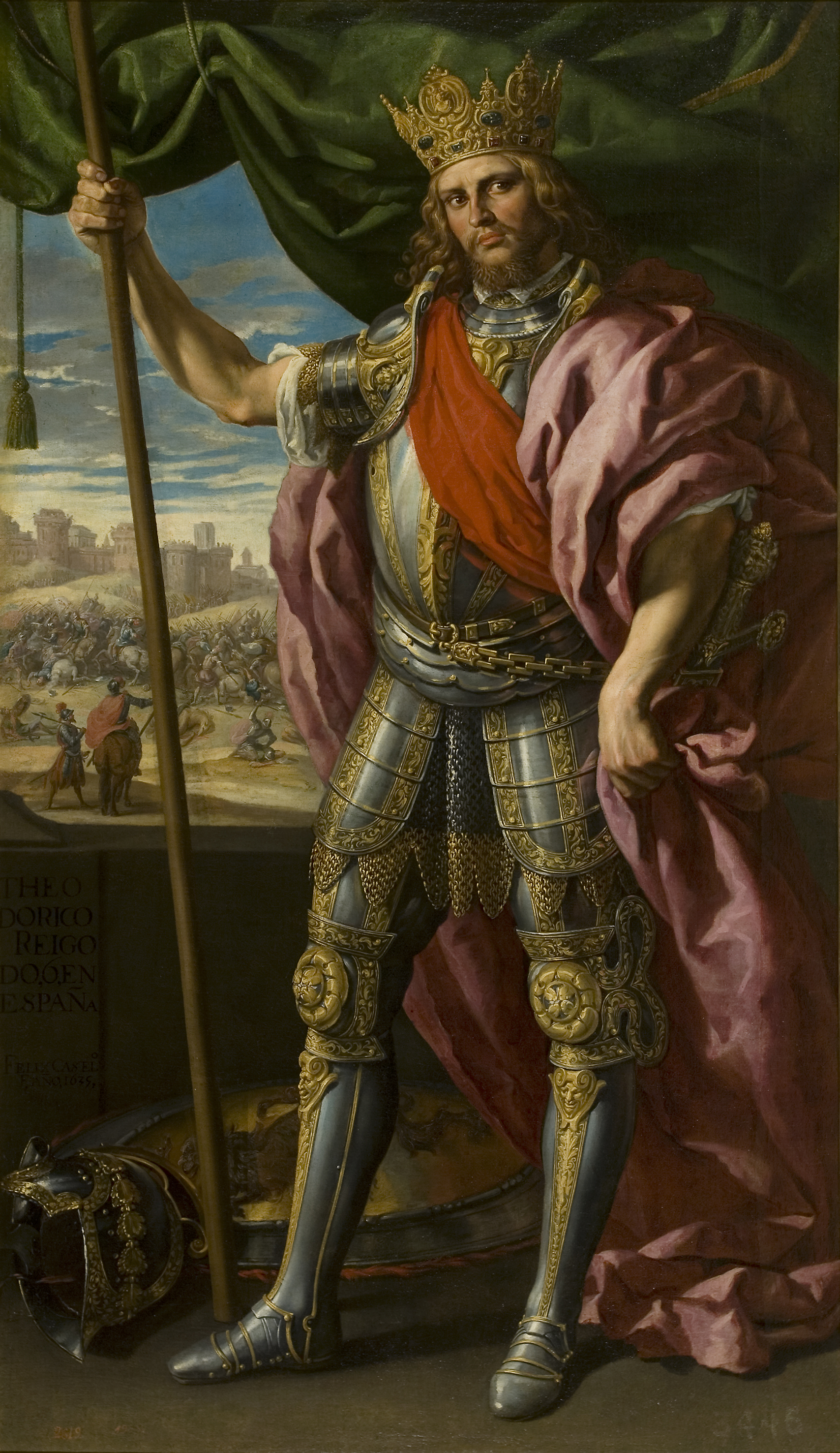
Felix Castello, Teodorico, re dei Goti, 1635.

Félix Castello (o Castelo; Madrid, 4 luglio 1595 – Madrid, 12 settembre 1651) è stato un pittore spagnolo dell'epoca barocca.

## Biografia
Suo padre Fabrizio Castello era stato pittore di re Filippo II realizzando opere destinate a El Escorial, al palazzo di Alba de Tormes e al Palazzo Reale di El Pardo. Sua madre morì quando egli era ancora adolescente, nel 1608. Suo nonno era il pittore Giovan Battista Castello (noto come  Il Bergamasco). Studiò con Vincenzo Carducci e Bartolomeo Carducci. Nel dicembre 1615 sposò Catherine de Argüello e due anni dopo ricevette il titolo di pittore del re che era rimasto vacante dopo la morte di suo padre.
Il suo stile era molto simile a quello di Carducci e spesso è stato difficile identificarne l'attribuzione. Sembra probabile che abbia lavorato molti anni nella bottega di Carducci, poiché fino al 1633 non esiste documentazione del suo lavoro di pittore indipendente. Nel 1627 fu chiamato per la seconda volta alla posizione di pittore del re, lasciata vacante dopo la morte di Bartolomé González y Serrano.
Castello eseguì opere per la cappella del Santo Cristo de la Paciencia nel convento dei cappuccini. Realizzò dipinti anche per il chiostro del convento di Santa Barbara. Disse anche di aver contribuito, con Alonzo Cano e altri, ai ritratti del re per il Palazzo reale di Madrid.  He also worked on the Allattamento della Vergine a san Bernardo, nella chiesa di San Juan a Telde (Gran Canaria) e altre opere attribuite per similitudine stilistica, tra le quali San Francesco d'Assisi esposta al Museo del Prado.
Divenne vedovo nel 1647 e sposò subito dopo Barbara Huete (febbraio 1648). Morì a Madrid il 12 settembre 1651.